# Dicallaneura diantha
Dicallaneura diantha är en fjärilsart som beskrevs av Grose-smith 1901. Dicallaneura diantha ingår i släktet Dicallaneura och familjen Riodinidae. Inga underarter finns listade i Catalogue of Life.